# 新澜站
新澜站是深圳有轨电车的北端起迄站，位于深圳市龍華區觀瀾街道平安路与观澜大道的交叉路口南端，邻近深圳地鐵4號線观澜站，於2017年10月28日随深圳有轨电车第一期线路开通而啟用。

## 车站结构

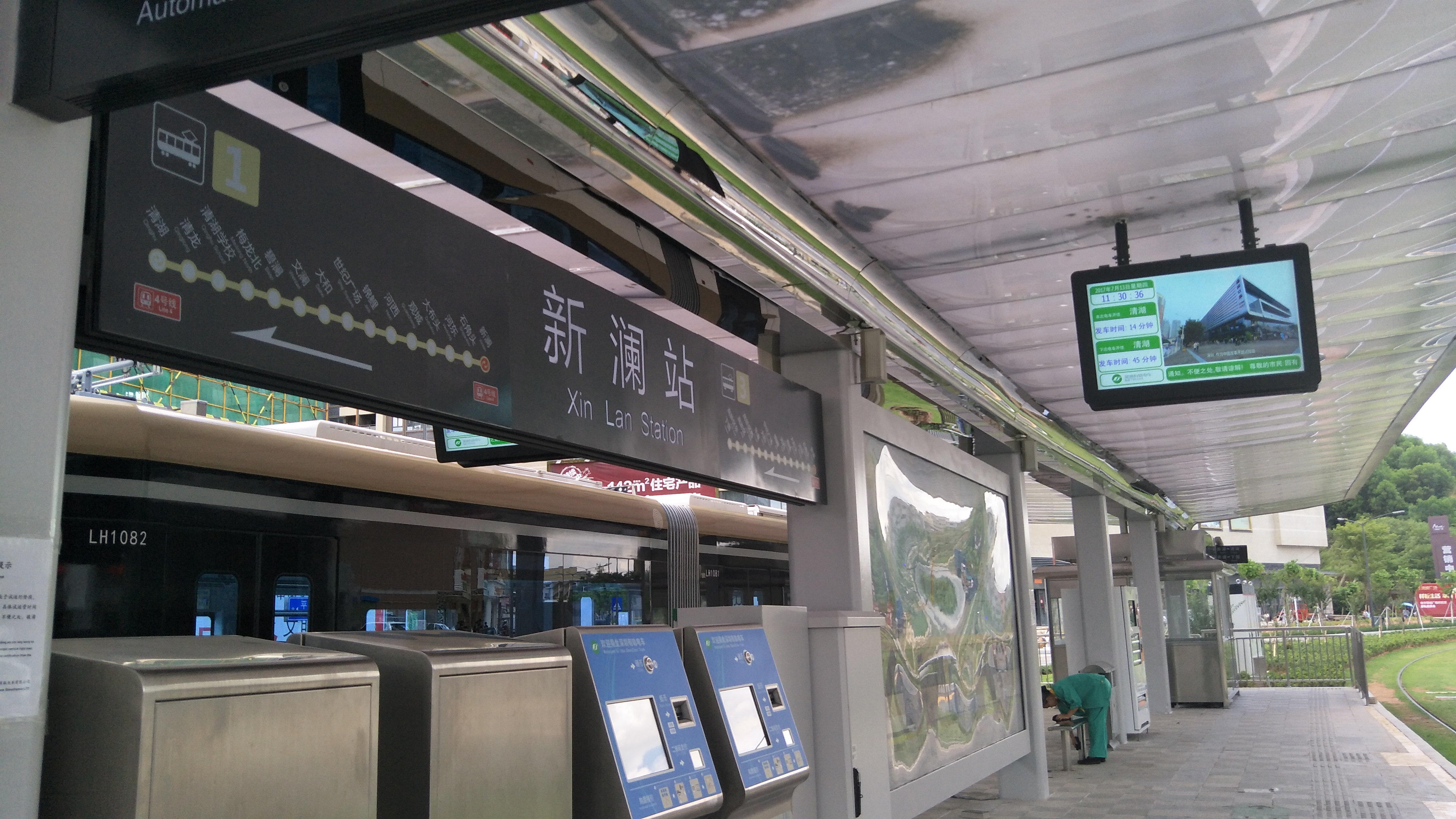
新瀾站站名牌及售票机
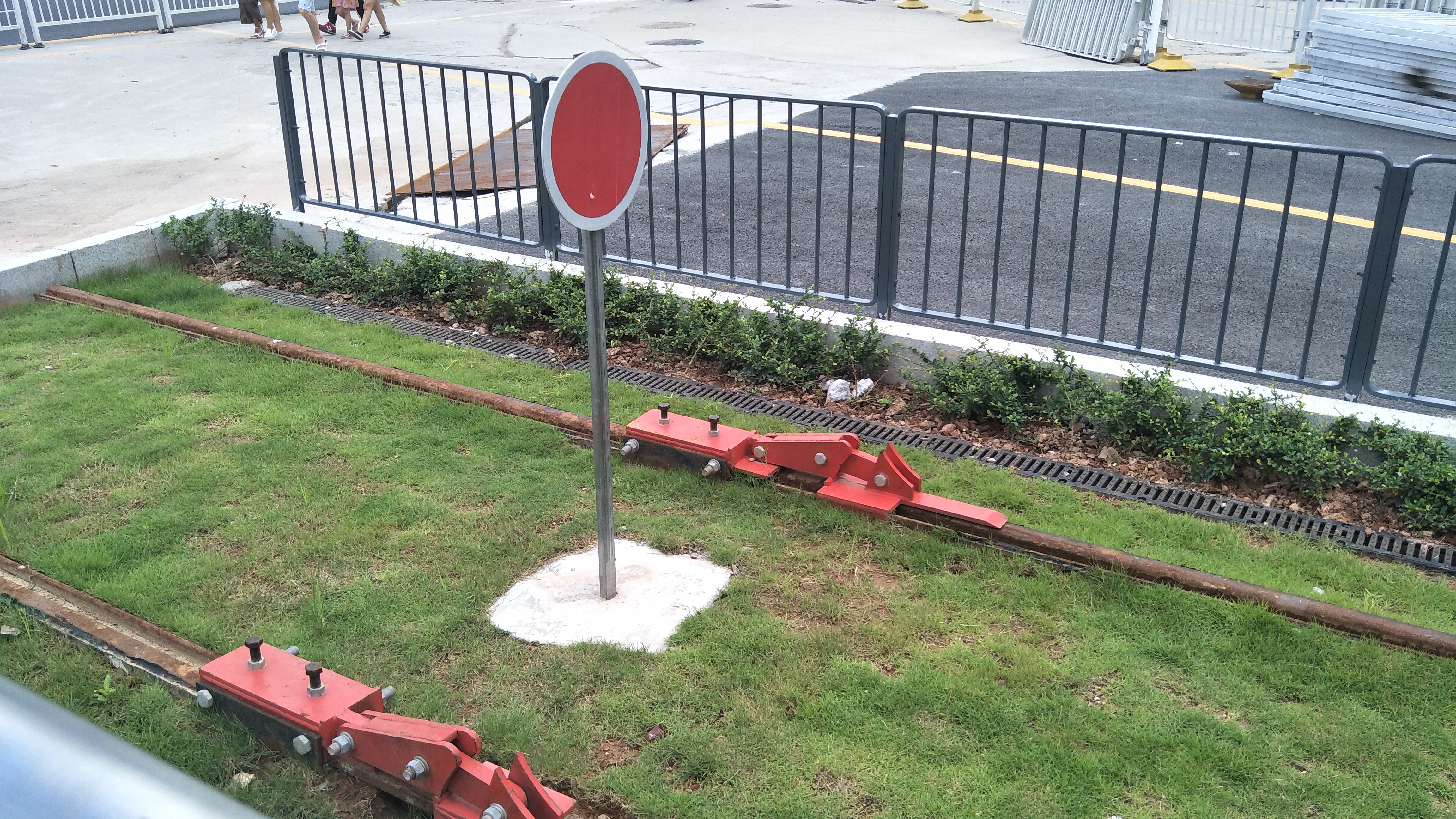
新瀾站终点标
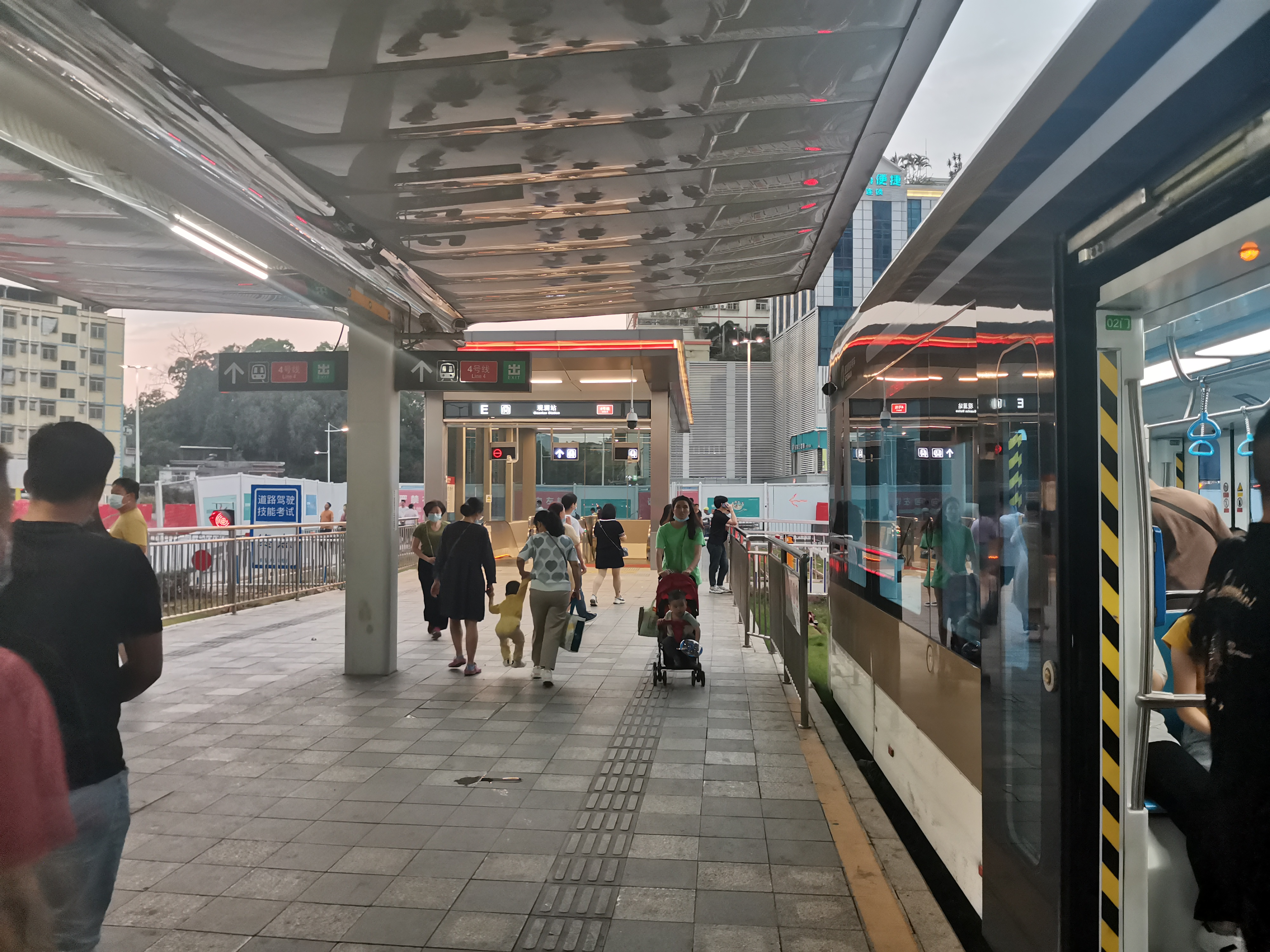
月台直接与观澜地铁站E出口连通

本车站为一个岛式尽头月台，月台南端设有超级电容变压设备，并支持站前折返。
车站月台北端为观澜站E出口，直通4号线观澜站站厅。

## 歷史
- 2017年10月28日，隨深圳有軌電車開通而啟用。深圳有軌電車的1號綫（清湖至新瀾）、3號綫（下圍至新瀾）由此站始发终到[3]。
- 2017年12月28日，取消客流量较少的下围至新澜的运行交路（现场标识为3号线）。并加密1号线的发车间隔至12分钟一班。[4]